# Yao Junior Sènaya
Yao Séyram Junior Sènaya (Lomé, 19 de Abril de 1984) é um futebolista togolês, que representou a Seleção Togolesa de Futebol na Copa do Mundo de 2006.

## Carreira
Sènaya iniciou sua carreira profissional no FC Wangen bei Olten, clube suíço, jogando por mais 5 clubes do mesmo país. Durante este período foi convocado para a Seleção Togolesa em 2004, onde participou da primeira Copa do Mundo da história de Togo, a Copa do Mundo de 2006 na Alemanha, da qual a seleção não passou da fase de grupos. Disputou também a Copa das Nações Africanas de 2006, sem passar da primeira fase novamente.
Recentemente transferiu-se para o futebol dos Emirados Árabes Unidos, onde atua pelo Dibba Al-Hisn.